# 平和南海溪蟹
平和南海溪蟹（学名：Nanhaipotamon pinghense）为溪蟹科南海溪蟹属的动物。在中国大陆，分布于广东等地，一般生活于稻田水渠泥洞中。